# Royal Hold'em
Il royal hold'em è una specialità del poker. Il mazzo di carte è quello francese con solo però i dieci, i fanti, le regine, i re e gli assi e può essere così giocato solo da un massimo di 6 giocatori, contando il mazzo solo 20 carte.
Le regole sono le stesse del Texas hold 'em ma la strategia di gioco varia notevolmente - essendo le carte ridotte di numero le probabilità di formare molte delle combinazioni aumentano notevolmente.